# Дивне (Гвардійський міський округ)
Дивне (рос. Дивное) — селище Гвардійського міського округу, Калінінградської області Росії. Входить до складу Зоринського сільського поселення.
Населення — 38 осіб (2015 рік).

## Населення
| 2002 | 2010 |
| ---- | ---- |
| 51   | ↘38  |